# Warnstorfia
Warnstorfia es un género de briófitos hepáticas perteneciente a la familia Amblystegiaceae. Comprende 22 especies descritas y de estas solo 18 aceptadas:

## Taxonomía
El género fue descrito por Leopold Loeske y publicado en Hedwigia 46(5): 310. 1907. La especie tipo es: Vittia pachyloma (Mont.) Ochyra	

## Especies aceptadas
A continuación se brinda un listado de las especies del género Warnstorfia aceptadas hasta junio de 2013, ordenadas alfabéticamente. Para cada una se indica el nombre binomial seguido del autor, abreviado según las convenciones y usos.
- Warnstorfia austrostraminea (Müll. Hal.) Ochyra
- Warnstorfia crassicostata (Janssens) H.A. Crum & L.E. Anderson
- Warnstorfia exannulata (Schimp.) Loeske
- Warnstorfia fluitans (Hedw.) Loeske
- Warnstorfia fontinaliopsis (Müll. Hal.) Ochyra
- Warnstorfia h-schulzei (Limpr.) Loeske
- Warnstorfia kurilensis (Smirnova) Schljakov
- Warnstorfia laculosa (Müll. Hal.) Ochyra & Matteri
- Warnstorfia orthophylla (Milde) Loeske
- Warnstorfia pseudorufescens (Warnst.) Loeske
- Warnstorfia pseudostraminea (Müll. Hal.) Tuom. & T.J. Kop.
- Warnstorfia rotae (De Not.) Wheld.
- Warnstorfia sarmentosa (Wahlenb.) Hedenas
- Warnstorfia schulzei (G. Roth) Loeske
- Warnstorfia serrata (Lindb.) Wheld.
- Warnstorfia stenophylla (Schimp.) Wheld.
- Warnstorfia trichophylla (Warnst.) Tuom. & T.J. Kop.
- Warnstorfia tundrae (Arnell) Loeske